# スターリング・プライス
スターリング・"オールド・パップ"・プライス（Sterling "Old Pap" Price、1809年9月20日 - 1867年9月29日）は、アメリカ合衆国ミズーリ州選出の、南北戦争以前の政治家であり、南北戦争では南軍の少将を務めた。1864年、アメリカ連合国の州を奪回するための不運な遠征で、軍をミズーリ州に撤退した。彼は残った部隊を、戦争の後、北軍に降参するのではなくメキシコへと進めた。

## 若年期と政治家の経歴
プライスはバージニア州プリンスエドワード郡ファームヴィル近くで生まれた。バージニア州のハンプデン＝シドニー大学で法律を学び、弁護士を開業する。1831年秋に、彼は家族とともにミズーリ州ファイエットへ移り、後にミズーリ州キーテスヴィルでホテルと総合小売店を経営する。1833年5月14日、ミズーリ州ランドルフ郡のマーサ・ヘッドと結婚し、7人の子供をもうける。内5人は成人になるまで生きのびた。
プライスは1840年から1844年、ミズーリ州議会の下院で議員を務め、議長になった。民主党から第29回議会に選出され、1845年5月4日から1846年8月12日まで務め、米墨戦争に参加するために辞職した。

## 米墨戦争
プライスは1846年8月12日、第2連隊 Missouri Mounted Volunteer Cavalry の大佐に昇進した。プライスはサンタフェに進軍し、カーニー将軍がカリフォルニア州へ出発した後のニューメキシコ準州の指揮をとった。ニューメキシコの軍政府長官として、1847年1月、ネイティブアメリカンとメキシコ人が蜂起したタオスの反乱を沈静化させた。ジェームズ・ポーク大統領は、1847年7月20日、彼を志願兵部隊の准将に格上げした。
プライスは1848年3月16日、チワワ州のサンタクルス・デ・ロサレスの戦いで西部軍を指揮した。戦いはプライスがニューメキシコ州へメキシコ軍が前進しているという嘘の報告を受けたことがきっかけとなった。サンタクルス・デ・ロサレスの戦いは、3月10日、アメリカ合衆国によってグアダルーペ・イダルゴ条約が批准された後に起こった、米墨戦争での最後の戦いとして知られている。
戦争に続いて、1848年11月25日、プライスは円満に退職し、ミズーリ州に戻って農場を買い、ボウリンググリーンの草原で奴隷を使って大きなタバコ農場を経営した。大衆からの人気で、容易にミズーリ州知事に選出され、1853年から1857年まで務めた。任期が切れた後、1857年から1861年には州立銀行理事になり、1861年2月28日にはミズーリ州議会の議長に選ばれて、合衆国からの脱退に反対した。

## 南北戦争
プライスは、当初はミズーリ州の合衆国からの脱退に反対したが、フランシス・P・ブレア・ジュニアとナザニエル・ライアン准将が、セントルイスのキャンプ・ジャクソン州市民軍を武力で差し押さえる（セントルイスの虐殺）と、プライスは激怒した。彼はクレイボーン・フォックス・ジャクソン知事に指名され、1861年5月に新しくミズーリ州防軍の立て直しを指揮した。彼は若い新兵に親しみを込めて「オールド・パップ」（Old Pap）と呼ばれ、アメリカ連合国のためにミズーリ州南西部を確保する軍事作戦を率いた。
ミズーリ州防軍が西部軍に合併された後、彼はアメリカ連合国軍の少将として務め、南部の数多くの戦闘に投入された。後半の戦闘ではほとんど敗北が続いた。
プライスは連合軍に転換された元ミズーリ州防軍の兵士を集め、悲惨なミズーリ遠征を率いたことで知られる。最初に パイロット・ノブで襲撃が起こり、ダビドソン砦の占拠を試みるが、彼の軍の無用の殺戮を招いて失敗に終わった（ダビドソン砦の戦い）。パイロット・ノブから今度は西へ向かうと、北軍の二軍隊に取り囲まれてしまい、戦いを強いられた。1864年の終わり、ウェストポートでの戦闘は有利にならず、ミズーリ州からカンザス州へ撤退を余儀なくされた。同年、再びプライスはMine Creekで戦うはめになり、打ちのめされた彼の軍は、ついにはテキサス州にまで敗走した。それでも正式に降伏をすることはなく、最後にはメキシコへ軍とともに亡命し、メキシコ皇帝のマクシミリアンの下で務めた。プライスはベラクルス州シャルロッテに亡命兵士たちとともに居留したが、その後居留地は丸つぶれになり、すっかり貧しく不健康になってミズーリ州へ戻り、セントルイスで死んだ。